# Parti lumumbiste unifié
Le Parti lumumbiste unifié (en abrégé PALU), est un parti politique de la république démocratique du Congo. Le parti a été créé en 1964, inspiré par les idées de gauche de Patrice Lumumba.
En juillet 2006, le PALU remporte 34 sièges à l'Assemblée nationale lors des élections législatives, et son candidat (Antoine Gizenga) obtient la troisième place avec 13,8 % des suffrages au premier tour de l'élection présidentielle.
À l'issue des élections législatives de 2011, le PALU remporte 17 sièges à l'Assemblée nationale.
Lors de l'élection présidentielle de 2011, le PALU choisit de soutenir la candidature du président sortant Joseph Kabila. En 2015, son secrétaire général est Antoine Gizenga. Son secrétaire permanent et porte-parole est Lugi Gizenga,.
Le PALU entre en crise en janvier 2024 avec la destitution de Willy Makiashi, secrétaire général du PALU. Didier Mazenga Mukanzu assure l'intérim avant d'être élu — il est l'unique candidat — ce même mois pour remplacer Makiashi,.

## Primature de la RDC
Le Parti lumumbiste unifié a eu à gouverner le pays plusieurs fois au sein de la 3e République :
- Gouvernement Gizenga I
- Gouvernement Gizenga II
- Gouvernement Muzito I
- Gouvernement Muzito II
- Gouvernement Muzito III

## Participation aux gouvernements de la RDC
- Gouvernement Matata I
- Gouvernement Matata II
- Gouvernement Badibanga
- Gouvernement Tshibala

## Personnalités
- Antoine Gizenga (né en 1925 et décédé en 2019), Premier ministre de la république démocratique du Congo (2006-2008)
- Jean-Marie Peti Peti, gouverneur du Kwango